# 木下盛好
木下 盛好（きのした しげよし、1949年9月14日 - ）は、日本の経営者。アコム元社長。同じくアコム元社長の木下恭輔は兄。

## 来歴・人物
兵庫県出身。1973年に慶應義塾大学経済学部を卒業し、同年に丸紅に入社。1978年に日本消費者金融を経て、1980年にアコムに転じ、1983年に取締役に就任し、1986年に常務、1991年10月に専務を経て、1996年10月に副社長に就任し、2000年6月には兄恭輔の後を継いで社長に昇格。2010年6月には会長も兼任し、2021年6月には会長に専任。